# Franz Paula von Schrank
Franz von Paula Schrank (o Franz von Paula von Schrank) 21 de agosto de 1747, Neuburg am Inn - 22 de diciembre de 1835, Múnich) fue un jesuita naturalista alemán.
Comienza a frecuentar el Colegio Jesuita de Passau con nueve años y entra a los quince a la Compañía de Jesús. Pasa el primer año de su noviciado en Viena y el segundo en Ödenburg (hoy Sopron en Hungría) donde sigue los cursos de un misionero venido de Brasil y que lo hace interesar en la historia natural. Estudia luego en Raab, Tyrnau (hoy Trnava, Hungría) y en Viena.
Enseña en el Colegio de Linz a partir de 1769. Al suprimirse su orden, se traslada a Passau donde es ordenado párroco en diciembre de 1774, y obtiene su doctorado en Teología en 1776, en Viena.
En 1776, prepara Beiträge zur Naturgeschichte y es nombrado profesor de Matemática y de Física en el Liceo de Amberg, y luego profesor de Retórica en Burghausen.
En 1784, es profesor de Elocuencia, y enseñará Botánica Económica y Economía Rural en la Universidad de Ingolstadt, para luego ser consejero eclesiástico en Landshut.
En 1809, la Academia de Ciencias de Múnich lo elige como miembro con la condición de que tome a su cargo el jardín botánico que sería creado en la ciudad, cargo que ocupará hasta su muerte.

## Obra
- Beiträge zur Naturgeschichte, Augsburg, 1776
- Vorlesungen über die Art die Naturgeschichte zu studieren, Ratisbohn, 1780
- Enumeratio insectorum Austriæ indigenorum, Viena, 1781
- Anleitung die Naturgeschichte zu studieren, Munich, 1783
- Naturhistorishce Briefe über Österreich, Salzburg, Passau und Berchtsgaden (dos vols., Salzburgo, 1784-1785
- Anfangsgründe der Botanik, Muchin, 1785
- Baiersche Reise …, 1786
- Verzichniss der bisher hinlaneglich bekannten Eingeweidewürmer, nebts einer Abhandlungen über ihre Anverwandschaften, Munich, 1787
- Bayerische Flora, Munich, 1789
- Primitiæ floræ salisburgensis, cum dissertatione prævia de discrimine plantarum ab animalibus, Frankfort, 1792
- Abhandlungen einer Privatgesellschaft vom Naturforschern und ökonomen in Oberteutschland, Munich, 1792
- Anfangsgründe der Bergwerkskunde, Ingolstadt, 1793
- Reise nach den südlichen Gebirgen von Bayern, in Hinsicht auf botanische und ökonomische Gegenstände, Munich, 1793
- Obra principal Flora monacensis, Munich, 1811-1820
- Plantæ rariores horti academici Monacensis descriptæ et iconibus illustratæ, 1819 (describe las plantas cultivadas en el jardín de Múnich)
- Sammlung von Zierpflanzen, 1819

Estudia igualmente insectos, fisiología vegetal y micología, así como el movimiento de los infusorios.

## Fuente
- The Catholic Encyclopedia, 1912

Traducciones de los Arts. en lenguas inglesa y francesa de Wikipedia.
- La abreviatura «Schrank» se emplea para indicar a Franz Paula von Schrank como autoridad en la descripción y clasificación científica de los vegetales.[1]